# فلوریدا
فِلوریدا (به انگلیسی: Florida) یکی از ایالات کشور آمریکا است که در منتهی‌الیه جنوب‌شرقی این کشور قرار دارد. ایالت فلوریدا از شمال با ایالت جورجیا، از شرق با اقیانوس اطلس، از جنوب با تنگهٔ فلوریدا، از غرب با خلیج مکزیک و از شمال‌غرب با ایالت آلاباما هم‌مرز است. ایالت فلوریدا بیست و دومین ایالت آمریکا از لحاظ وسعت، سومین از لحاظ تعداد جمعیت و هشتمین از لحاظ تراکم جمعیت می‌باشد. جکسون‌ویل پرجمعیت‌ترین شهر ایالت فلوریدا و بزرگ‌ترین شهر سرزمین اصلی آمریکا از نظر مساحت می‌باشد. منطقهٔ کلان‌شهری میامی پرجمعیت‌ترین منطقهٔ شهری این ایالت است. شهر تالاهاسی نیز مرکز ایالت فلوریدا است. اقتصاد فلوریدا با ارزش یک هزار میلیارد(تریلیون) دلاری، چهارمین اقتصاد بزرگ در ایالات متحدهٔ آمریکا پس از ایالت های کالفُرنیا،تِگزاس و نیویورک می‌باشد. اگر فرضاً فلوریدا را به یک کشور فرض کنیم، این ایالت شانزدهمین اقتصاد بزرگ دنیا و پنجاه و هشتمین سرزمین پرجمعیت در جهان (آخرین آمار ۲۰۱۸) محسوب می‌شود. در سال ۲۰۱۲، این ایالت تولید ناخالص داخلی برابر با ۸۴۳٬۰۹۱ میلیارد دلار داشت، که نزدیک به تولید ناخالص داخلی کشور اندونزی (۸۷۸٬۰۴۳ میلیارد دلار) بود.
نرخ بیکاری در این ایالت درسال ۲۰۱۷ میلادی ۳٫۵ درصد بود که در مقایسه با ایالات دیگر، فلوریدا را در رتبهٔ هجدهم قرار می‌دهد.

## نام
نام این ایالت از زبان اسپانیایی گرفته شده و معنی آن «پُرگُل» است. این نام از لفظ pascua-florida به معنای «عید پاک گل‌ها» آمده که به زمان کشف منطقه اشاره دارد.
یک کاشف اسپانیایی به نام خوان پونسه د لئون روز یکشنبه عید پاک در سال ۱۵۱۳ در این شبه‌جزیره پیاده شد. در زبان اسپانیایی واژگانی که برای عید پاک دارند معنی جشن گل هم می‌دهد. پونسه د لئون شاید به جهت آنکه روز عید پاک قدم به شبه‌جزیره گذارد یا شاید به علت فراوانی گل در آن شبه‌جزیره نام فلوریدا را بر آن نهاد.

## تاریخچه
فلوریدا نخستین منطقه از خاک اصلی ایالات متحده بود که اروپایی‌ها بدان راه یافته و در آن سکنی گزیدند. شهر سنت آگوستین در این ایالت که در سال ۱۵۶۵ بنا شد قدیمی‌ترین شهر در ایالات متحدهٔ آمریکا است.
فلوریدا تا سال ۱۸۱۹ متعلق به ایالات متحده نبود. این شبه‌جزیره از سال ۱۵۱۳ به دولت اسپانیا تعلق یافت. در سال ۱۷۶۳ اسپانیا فلوریدا را به ازای دریافت شهر هاوانای کوبا به پادشاهی بریتانیا بخشید. بریتانیا در خلال جنگ هفت ساله موفق به تسخیر هاوانا شده بود. فلوریدا پس از آن مجدداً به دولت اسپانیا متعلق شد. ایالات متحدهٔ آمریکا این شبه‌جزیره را در سال ۱۸۱۹ از دولت اسپانیا خرید. فلوریدا در ۱۸۴۹ یکی از ایالت‌های آمریکا شد. فلوریدا بیست و هفتمین ایالت اتحادیه بود اما در سال ۱۸۶۱ هنگام جنگ‌های داخلی آمریکا از اتحادیه بیرون رفت و مجدداً در ۱۸۶۸ به اتحادیه پیوست.
مهاجرنشینان آمریکایی در شمال فلوریدا کشتزارهای پنبه تأسیس کردند و برای تأمین کارگر برای این مزارع به خرید برده از بازارهای منطقه روی آوردند. در سال ۱۸۶۰ فلوریدا جمعیتی برابر با ۱۴۰٬۴۲۴ نفر داشت که ۴۴ درصد آن‌ها برده بودند تا پیش از جنگ داخلی آمریکا در این منطقه تنها کمتر از ۱٬۰۰۰ آمریکایی آفریقایی‌تبار به صورت آزاد زندگی می‌کردند.
نخستین خط هوایی منظم جهان خطی بود که بین شهر سن پترزبورگ، فلوریدا و تامپا در ۱۹۱۴ راه‌اندازی شد.
توفند ایرما در سپتامبر ۲۰۱۷ فلوریدا را درنوردید و آب باران‌های آن سطح شهرهای ایالت را پوشاند. توفند ایرما، همراه با بادهایی به سرعت دویست و ده کیلومتر در ساعت، بامداد یکشنبه ۱۹ شهریور ۱۳۹۶ با عبور از مجمع‌الجزایر کیز، و شهر توریستی کی وست، جنوب ایالت فلوریدا را فراگرفت و به پیشروی خود به داخل فلوریدا ادامه داد. برخلاف پیش‌بینی پیشین، که گفته می‌شد شهر میامی در مسیر مستقیم ایرما است، این توفان با عبور از نواحی غرب فلوریدا خسارت‌های گسترده‌ای به بار آورد. به گفتهٔ مقام‌های محلی برق نزدیک به پنج میلیون و هفتصد هزار نفر در پی عبور ایرما از ایالت فلوریدا قطع شد.

## جغرافیا
ایالت فلوریدا گوشهٔ جنوب‌شرقی ایالات متحدهٔ آمریکا را تشکیل داده‌است. این شبه‌جزیره اقیانوس اطلس و خلیج مکزیک را از هم جدا می‌کند شهر کی وست فلوریدا جنوبی‌ترین شهر در تمام ایالات متحدهٔ آمریکا به‌شمار می‌آید.
ایالت فلوریدا اقلیمی ملایم دارد. آب و هوای این ایالت در شمال نیمه‌گرمسیری و در جنوب گرمسیری است. سواحل آن وسیع است و مناظر زیبا دارد. در آب‌های اطراف آن نیز ماهیگیری تفریحی رواج دارد. فلوریدا با حدود ۲ هزار و ۱۷۰ کیلومتر کرانه، در میان ایالت‌های آمریکا، طولانی‌ترین خط ساحلی در خاک اصلی آمریکا را داراست. فلوریدا تنها ایالت آمریکا است که هم در خلیج مکزیک و هم با اقیانوس اطلس ساحل دارد. بیشتر اراضی این ایالت خاکی رسوبی و ارتفاعی نزدیک به سطح دریا دارند.

### مناطق شهری
بزرگ‌ترین منطقه شهری در این ایالت و همچنین کل جنوب شرقی ایالات متحده، منطقه شهری میامی با حدود ۶٫۰۶ میلیون نفر جمعیت است. ناحیه خلیج تامپا، با بیش از ۳٫۰۲ میلیون نفر، منطقه شهری اورلاندو، با بیش از ۲٫۴۴ میلیون نفر و منطقه شهری جکسونویل، با بیش از ۱٫۴۷ میلیون نفر در جایگاه‌های بعدی هستند. فلوریدا ایالتی با جمعیتی به‌شدت شهرنشین است و در سال ۲۰۰۰، ۸۹ درصد از جمعیت آن در مناطق شهری زندگی می‌کردند، در حالی‌که این رقم در سطح ملی ۷۹ درصد است.

## اقتصاد

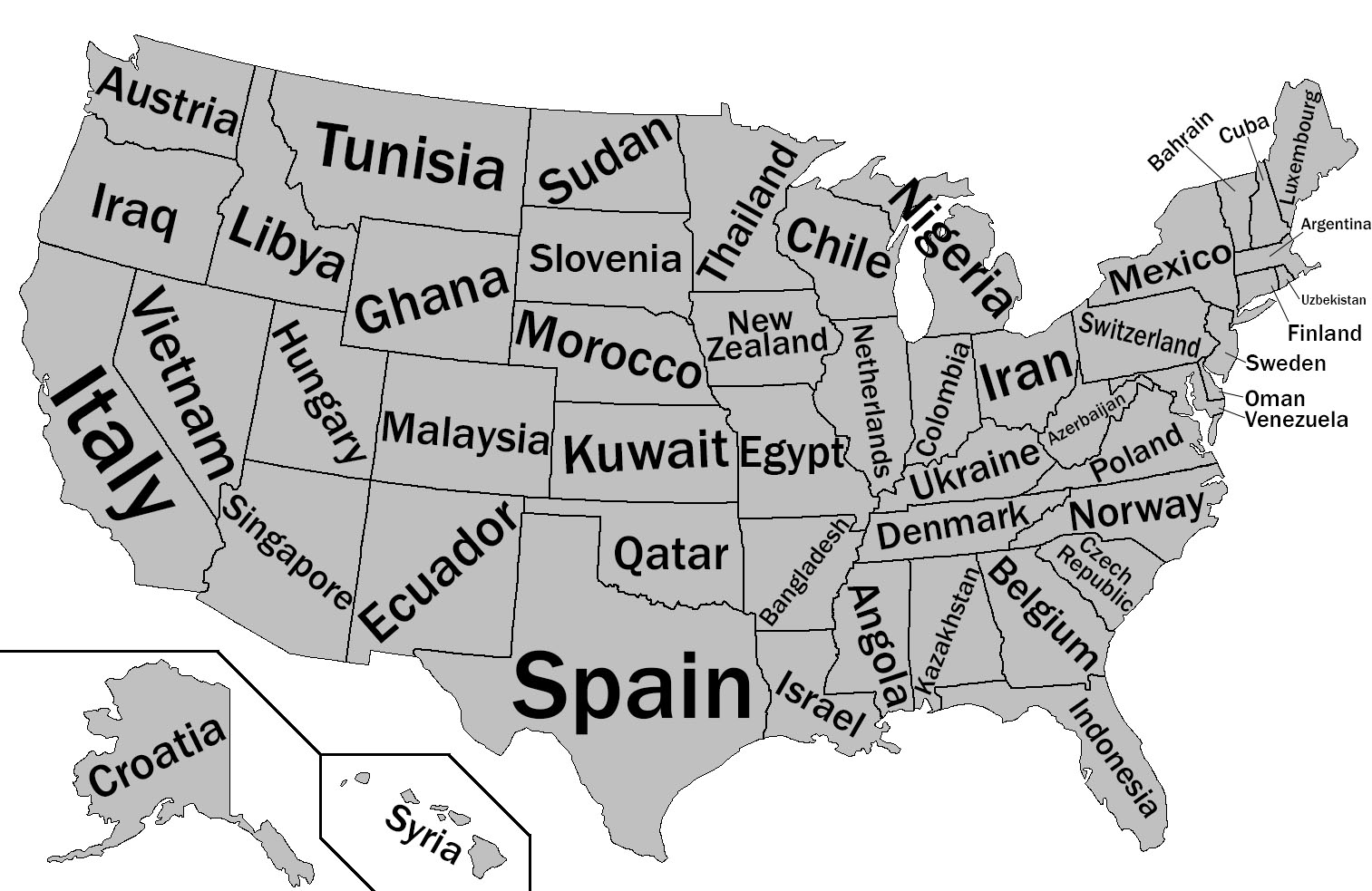
مقایسهٔ تولید ناخالص داخلی ایالت‌های آمریکا با کشورهای دیگر در سال ۲۰۱۲. ایالت فلوریدا در این سال تولید ناخالصی اش نزدیک به کشور اندونزی بوده‌است.

در سال ۲۰۱۲، این ایالت تولید ناخالص داخلی برابر با ۸۴۳٬۰۹۱ میلیارد دلار داشت، که نزدیک به تولید ناخالص داخلی کشور اندونزی (۸۷۸٬۰۴۳ میلیارد دلار) بود.
یکی از ویژگی‌های مهم این ایالت واقع شدن پایگاه فضایی کندی در آن است که پایگاه پرتاب سفینه‌های فضایی ناسا است. این مکان همچنین یکی از جاذبه‌های گردشی فلوریدا را تشکیل می‌دهد.
فلوریدا با ۱٬۷۵۱٬۶۷۴ تولید ناخالص داخلی، از کشورهای عربستان، ترکیه و سوئیس؛ اقتصادش قویتر است.

## مراکز علمی مهم فلوریدا
- دانشگاه ایالتی فلوریدا
- دانشگاه فلوریدا
- دانشگاه میامی
- مؤسسه فناوری فلوریدا
- دانشگاه فلوریدای مرکزی
- دانشگاه شمال فلوریدا
- دانشگاه جنوب فلوریدا
- دانشگاه فلوریدا آتلانتیک

آزمایشگاه ملی میدان قوی مغناطیسی نیز در این ایالت قرار دارد.

## نقاط مهم و پارک‌های مشهور

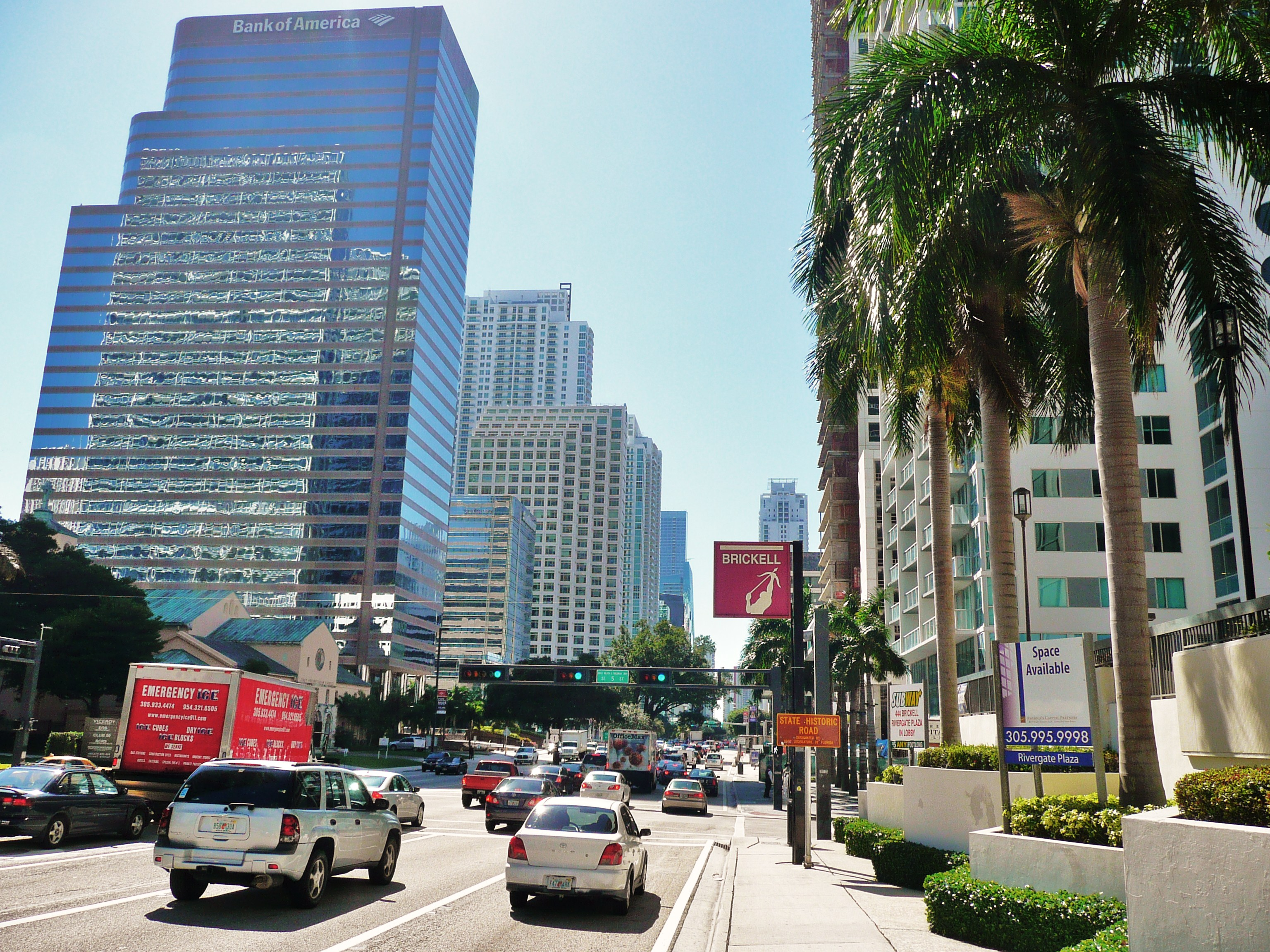
شهر میامی

از نقاط مهم ایالت فلوریدا می‌توان به سه پارک ملی پارک ملی بیسکین، پارک ملی درای تورتوگز، و پارک ملی اورگلیدز در جنوب این ایالت اشاره کرد.
پایگاه فضایی کندی در شمال شرق ایالت نیز هر ساله تعداد بسیار زیادی بازدیدکننده به خود جلب می‌کند.
دونالد ترامپ، رئیس‌جمهوری آمریکا، اقامتگاه لوکسی در مار-ئه-لاگو واقع در پالم بیچ فلوریدا دارد. مار-ئه-لاگو مجموعه‌ای است با ساحل اختصاصی، استخر و آبگرم، زمین تنیس و گلف است. ترامپ در سال ۱۹۸۵ این مجموعه ۸ هکتاری را خرید و در سال ۲۰۰۵ ازدواج با ملانیا، سومین همسر خود را در آنجا جشن گرفت.

## مشاهیر
از افراد مشهور این سرزمین می‌توان وینس کارتر، کننبال ادرلی و جیم موریسون را نام برد.

## پیوندهای وابسته
- اداره گردشگری ایالت فلوریدا
- اتاق بازرگانی ایالت فلوریدا